# Збыны
Збыны (укр. Збини) — село в Ждениевской поселковой общине Мукачевского района Закарпатской области Украины.
Население по переписи 2001 года составляло 221 человек. Почтовый индекс — 89120. Телефонный код — 3136. Занимает площадь 0,684 км². Код КОАТУУ — 2121555301.
Через село протекает река Жденевка.